# Wulfthrith
Wulfthrith (circa 937 - 21 september circa 1000) was een Angelsaksische heilige en abdis.

## Levensloop
Wulfthrith was een Angelsaksische edelvrouw die zuster werd in de Abdij van Wilton. Ze werd door koning Edgar van Engeland uit dit klooster ontvoerd en vervolgens naar diens residentie in Kemsing gebracht, waar ze beviel van een dochter Edith (963-986). Na minstens een jaar keerde Wulfthrith met haar dochter terug naar de Abdij van Wilton, waar ze later abdis werd.
Als boetedoening voor de ontvoering van Wulfthrith zou Edgar van Engeland volgens vroege kloosterteksten zeven jaar geen kroon hebben gedragen en gaf hij haar zes landgoederen in Wiltshire en Wight, die ze rond 965 toevoegde aan de Abdij van Wilton. Mogelijk bleven Edgar en Wulfthrith na haar terugkeer naar het klooster bevriend met elkaar. In elk geval erkende hij Edith als zijn wettige dochter; hij beschouwde zijn relatie met Wulfthrith immers als een huwelijk, ook al werd dat niet erkend door de kerk. 
Wulfthrith leek ook na haar terugkeer in Wilton een aanzienlijke invloed op Edgar te hebben. Ze kon voorkomen dat baljuws een dief arresteerden die zijn toevlucht had genomen in de abdij en kon de vrijlating van twee priesters bekomen die door de gezant van de koning in Wilton waren gevangengenomen. Als abdis bouwde ze een stenen muur rond de abdij en ze gebruikte haar inkomen ook om de collectie relieken van de abdij uit te breiden. Ook worden verschillende mirakels aan haar toegeschreven. 
Zowel Wulfthrith als haar dochter werden na hun dood als heiligen beschouwd. Wulfthrith stierf in Wilton op een 21 september, vermoedelijk rond het jaar 1000. Ze werd bijgezet voor het hoofdaltaar in de Sint-Mariakerk van Wilton. Haar katholieke feestdag valt op 13 september.